# Malaconotus blanchoti
Malaconotus blanchoti là một loài chim trong họ Malaconotidae.